# Payaso malvado

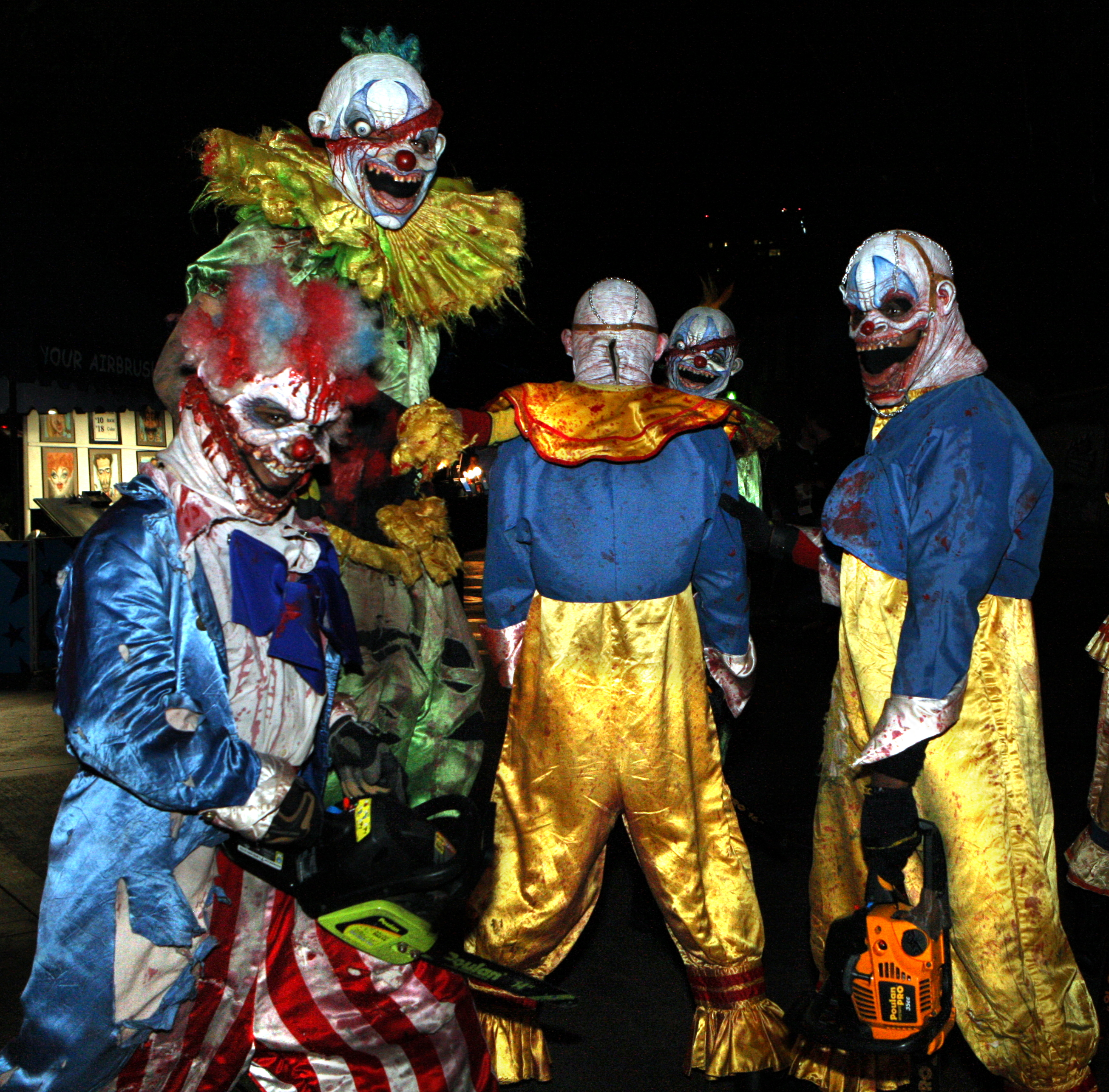
Gente disfrazada de payasos maléficos

El payaso malvado o payaso maléfico es un personaje de la cultura contemporánea que exagera los rasgos de los payasos típicos para subvertirlos y convertirlos en algo que da mucho miedo, Así, un asesino, un ladrón o un monstruo pueden acogerse al disfraz de un payaso, como sucede en las películas de terror. Aparece igualmente en novelas, como It de Stephen King, y en los cómics, como la figura del Joker, antagonista de Batman.
Las primeras apariciones de los personajes datan de finales de siglo XIX, pero no fue hasta la generalización de la cultura audiovisual que se convirtió en una figura arquetipíca. El hecho de asociar características negativas a un personaje que pretende estar ligado al humor y a la bondad proviene de dos características de su apariencia física: la gran sonrisa, que se parece a la del diablo si enseña los dientes, y el maquillaje exagerado, que oculta la verdadera identidad y permite desconfiar de la persona.